# Летяща катерица на Бийкрофт
Летящата катерица на Бийкрофт (Anomalurus beecrofti) е вид бозайник от семейство Шипоопашати гризачи (Anomaluridae).

## Разпространение
Видът е разпространен в Ангола, Габон, Гана, Гвинея, Гвинея-Бисау, Демократична република Конго, Екваториална Гвинея, Замбия, Камерун, Кот д'Ивоар, Либерия, Нигерия, Сенегал, Сиера Леоне, Того, Уганда и Централноафриканска република.